# اچ‌ام‌اس آندرومدا (اف۵۷)
اچ‌ام‌اس آندرومدا (اف۵۷) (به انگلیسی: HMS Andromeda (F57)) یک کشتی است. این کشتی در سال ۱۹۶۷ ساخته شد.